# Ciclo dei corsari delle Bermude
Il Ciclo dei corsari delle Bermude è una trilogia avventurosa ideata da Emilio Salgari nel 1909 e terminata nel 1915. Il primo e più noto romanzo della serie è  I corsari delle Bermude (1909).
I romanzi del ciclo sono ambientantati nell'arcipelago delle Bermude ai tempi della guerra d'indipendenza americana (circa 100 anni dopo le avventure de Il Corsaro Nero). Il nobile William Mac-Lellan e la ciurma della Tuonante sono uomini di mare che hanno votato il loro navigare alla pericolosa missione di salvare la donna amata dal baronetto, Mary di Wentwort. Per poter fare ciò dovranno abbracciare la causa dei coloni americani in guerra con gli oppressori Inglesi.

## Romanzi
I romanzi che compongono il ciclo sono:
- I corsari delle Bermude, 1909
- La crociera della Tuonante, 1910
- Straordinarie avventure di Testa di Pietra, 1915